# Discothyrea antarctica
Discothyrea antarctica é uma espécie de formiga do gênero Discothyrea, pertencente à subfamília Proceratiinae. Endêmica da Nova Zelândia.